# Blåvinget and
Blåvinget and (Anas discors eller Spatula discors) er en nordamerikisk andefugl.